# Rzepakochwasty
Rzepakochwasty – rośliny powstałe poprzez zapylenie rzepaku przez inne rośliny kapustowate. Zawierają w sobie znaczne ilości kwasu erukowego oraz glukozynolanów co obniża jakość otrzymywanego surowca.